# Éverson
Éverson Felipe Marques Pires (Pindamonhangaba, 22 de julho de 1990) é um futebolista brasileiro que atua como goleiro. Atualmente joga no Atlético Mineiro.

## Carreira

### Início
Nascido em Pindamonhangaba, Éverson ingressou nas categorias de base do São Paulo em 2003, permanecendo no clube até 2010.

### Guaratinguetá
Transferiu-se para o Guaratinguetá em 2010. O goleiro se manteve no clube por três anos e meio, participando de 11 partidas.

### River
Éverson foi contratado pelo River no início de 2014. Com o Galo de Aço conquistou seu primeiro título oficial, o Campeonato Piauiense de 2014. 

### Confiança
Após se destacar pelo River, Éverson foi contratado pelo Confiança em junho de 2014.
No dia 24 de abril de 2015, marcou um gol de pênalti na vitória por 1–0 sobre o Estanciano, pelo Campeonato Sergipano.

### Ceará
Em agosto de 2015, Éverson assinou um contrato de quatro anos com o Ceará. Participou da conquista da Taça Asa Branca de 2016 contra o Flamengo. No ano de 2017, venceu o Campeonato Cearense, recebendo os prêmios de jogador do ano e melhor goleiro.
No ano de 2018, conquistou novamente o Campeonato Cearense. No dia 5 de setembro, Éverson marcou um gol em cobrança de falta na vitória do Ceará sobre o Corinthians por 2–1, pelo Campeonato Brasileiro.

### Santos
Foi anunciado como reforço do Santos no dia 24 de janeiro de 2019, assinando um contrato de quatro temporadas. O arqueiro chegou ao clube sob indicação do técnico Jorge Sampaoli, que buscava um goleiro com boa qualidade no jogo com os pés. Durante a primeira metade da temporada, o treinador promoveu um revezamento na meta santista: Éverson jogava as partidas da Copa do Brasil, enquanto Vanderlei atuava no Campeonato Paulista. No início do Campeonato Brasileiro, porém, Éverson assumiu a titularidade e atuou em 32 partidas da campanha que terminou com o vice-campeonato nacional.
Em 19 de julho de 2020, Éverson acionou a Justiça do Trabalho requerendo a rescisão de seu contrato com o clube, alegando atrasos nos pagamentos de salários e de direitos de imagem. Após dois dias, o pedido foi negado.

### Atlético Mineiro
Em 10 de setembro de 2020, Éverson acertou com o Atlético Mineiro até o fim de 2022, em um negócio avaliado em seis milhões de reais.
No dia 2 de dezembro de 2021, após uma excelente temporada como goleiro titular do clube mineiro, Éverson conquistou o Campeonato Brasileiro. Com isso, o jogador figurou entre os 11 melhores do campeonato no prêmio Bola de Prata da ESPN.
Éverson voltou a conquistar outro importante título com o Atlético no dia 15 de dezembro, sagrando-se campeão da Copa do Brasil. Além disso, foi eleito o melhor goleiro da competição.
No dia 5 de janeiro de 2022, Éverson renovou seu contrato com o Galo, assinando um novo vínculo até o final de 2025.
Em 2024, o jogador viveu uma temporada de altos e baixos. O Atlético começou bem o ano, conquistando o Campeonato Mineiro ao vencer o rival Cruzeiro nas finais. O time chegou a ter um bom desempenho sob o comando do treinador Gabriel Milito, e conseguiu chegar nas finais da Copa do Brasil e da Libertadores. Apesar das boas atuações de Éverson, que terminou o ano em alta com grandes partidas, o Galo foi vice em ambas as competições. O goleiro provou ter consolidado a confiança do torcedor, principalmente nos jogos da final da Copa do Brasil contra o Flamengo. Éverson encerrou a temporada com 59 partidas pelo Atlético, todas como titular. Após ter recebido uma proposta oficial do Bahia, teve a renovação de contrato anunciada no dia 25 de dezembro, assinando um novo vínculo até dezembro de 2027.

## Seleção Brasileira
Em 27 de agosto de 2021, Éverson foi convocado pela Seleção Brasileira para a disputa das Eliminatórias da Copa do Mundo de 2022. Em 21 de março de 2022, foi convocado novamente após o goleiro Ederson ter tido uma gastroenterite.

## Estatísticas
Atualizadas até 11 de agosto de 2022

### Clubes
| Clube             | Temporada         | Liga  | Liga | Estadual | Estadual | Copa  | Copa | Continental | Continental | Outros | Outros | Total | Total |
| Clube             | Temporada         | Jogos | Gols | Jogos    | Gols     | Jogos | Gols | Jogos       | Gols        | Jogos  | Gols   | Jogos | Gols  |
| ----------------- | ----------------- | ----- | ---- | -------- | -------- | ----- | ---- | ----------- | ----------- | ------ | ------ | ----- | ----- |
| Guaratinguetá     | 2010              | 2     | 0    | 1        | 0        | —     | —    | —           | —           | —      | —      | 3     | 0     |
| Guaratinguetá     | 2011              | 0     | 0    | 0        | 0        | —     | —    | —           | —           | —      | —      | 0     | 0     |
| Guaratinguetá     | 2012              | 3     | 0    | 2        | 0        | —     | —    | —           | —           | —      | —      | 5     | 0     |
| Guaratinguetá     | 2013              | 2     | 0    | 1        | 0        | —     | —    | —           | —           | —      | —      | 3     | 0     |
| Guaratinguetá     | Total             | 7     | 0    | 4        | 0        | —     | —    | —           | —           | —      | —      | 11    | 0     |
| River             | 2014              | 0     | 0    | 14       | 0        | —     | —    | —           | —           | —      | —      | 14    | 0     |
| Confiança         | 2014              | 13    | 0    | —        | —        | —     | —    | —           | —           | —      | —      | 13    | 0     |
| Confiança         | 2015              | 9     | 0    | 16       | 1        | 2     | 0    | —           | —           | 5      | 0      | 32    | 1     |
| Confiança         | Total             | 22    | 0    | 16       | 1        | 2     | 0    | —           | —           | 5      | 0      | 45    | 1     |
| Ceará             | 2015              | 11    | 0    | —        | —        | —     | —    | —           | —           | —      | —      | 11    | 0     |
| Ceará             | 2016              | 37    | 0    | 13       | 0        | 5     | 0    | —           | —           | 8      | 0      | 63    | 0     |
| Ceará             | 2017              | 37    | 0    | 14       | 0        | 1     | 0    | —           | —           | 3      | 0      | 55    | 0     |
| Ceará             | 2018              | 37    | 1    | 14       | 0        | 4     | 0    | —           | —           | 10     | 0      | 65    | 1     |
| Ceará             | Total             | 122   | 1    | 41       | 0        | 10    | 0    | —           | —           | 21     | 0      | 194   | 1     |
| Santos            | 2019              | 32    | 0    | 2        | 0        | 7     | 0    | 0           | 0           | —      | —      | 41    | 0     |
| Santos            | 2020              | 0     | 0    | 9        | 0        | 0     | 0    | 2           | 0           | —      | —      | 11    | 0     |
| Santos            | Total             | 32    | 0    | 11       | 0        | 7     | 0    | 2           | 0           | —      | —      | 52    | 0     |
| Atlético Mineiro  | 2020              | 28    | 0    | —        | —        | —     | —    | —           | —           | —      | —      | 28    | 0     |
| Atlético Mineiro  | 2021              | 37    | 0    | 9        | 0        | 10    | 0    | 12          | 0           | —      | —      | 68    | 0     |
| Atlético Mineiro  | 2022              | 21    | 0    | 8        | 0        | 3     | 0    | 9           | 0           | 1      | 0      | 42    | 0     |
| Atlético Mineiro  | Total             | 86    | 0    | 17       | 0        | 13    | 0    | 21          | 0           | 1      | 0      | 138   | 0     |
| Total na carreira | Total na carreira | 269   | 1    | 103      | 1        | 32    | 0    | 23          | 0           | 27     | 0      | 454   | 2     |

1. 1 2 3  Jogo(s) da Copa do Nordeste
2. ↑  Jogo(s) da Primeira Liga
3. 1 2 3  Jogo(s) da Copa Libertadores da América
4. ↑  Jogo da Supercopa do Brasil

## Gols marcados
| Nº (total) | Nº (FIFA) | Data                  | Competição                      | Estádio e local           | Clube     | Placar | Adversário  | Modo        | Ref    |
| ---------- | --------- | --------------------- | ------------------------------- | ------------------------- | --------- | ------ | ----------- | ----------- | ------ |
| 1          | 1         | 23 de abril de 2015   | Campeonato Sergipano            | Estádio Francão, Estância | Confiança | 1 – 0  | Estanciano  | Pênalti (1) | [ 22 ] |
| 2          | 2         | 5 de setembro de 2018 | Campeonato Brasileiro - Série A | Arena Castelão, Fortaleza | Ceará     | 2 – 1  | Corinthians | Falta (1)   | [ 23 ] |

## Títulos
River
- Campeonato Piauiense: 2014

Confiança
- Campeonato Sergipano: 2015

Ceará
- Taça Asa Branca: 2016
- Campeonato Cearense: 2017 e 2018

Atlético Mineiro
- Campeonato Brasileiro: 2021
- Copa do Brasil: 2021
- Campeonato Mineiro: 2021, 2022, 2023, 2024 e 2025
- Supercopa do Brasil: 2022

### Prêmios individuais
| Ano  | Premiação           | Prêmio                             | Time             | Resultado | Ref.   |
| ---- | ------------------- | ---------------------------------- | ---------------- | --------- | ------ |
| 2017 | Troféu Verdes Mares | Goleiro menos vazado               | Ceará            | Venceu    |        |
| 2017 | Troféu Flávio Ponte | Jogador do ano no futebol cearense | Ceará            | Venceu    | [ 24 ] |
| 2018 | Troféu Verdes Mares | Melhor goleiro                     | Ceará            | Venceu    | [ 25 ] |
| 2021 | Bola de Prata       | Melhor goleiro                     | Atlético Mineiro | Venceu    |        |
| 2021 | Luva de Ouro        | Melhor goleiro da Copa do Brasil   | Atlético Mineiro | Venceu    |        |